# Carsten Brodesser

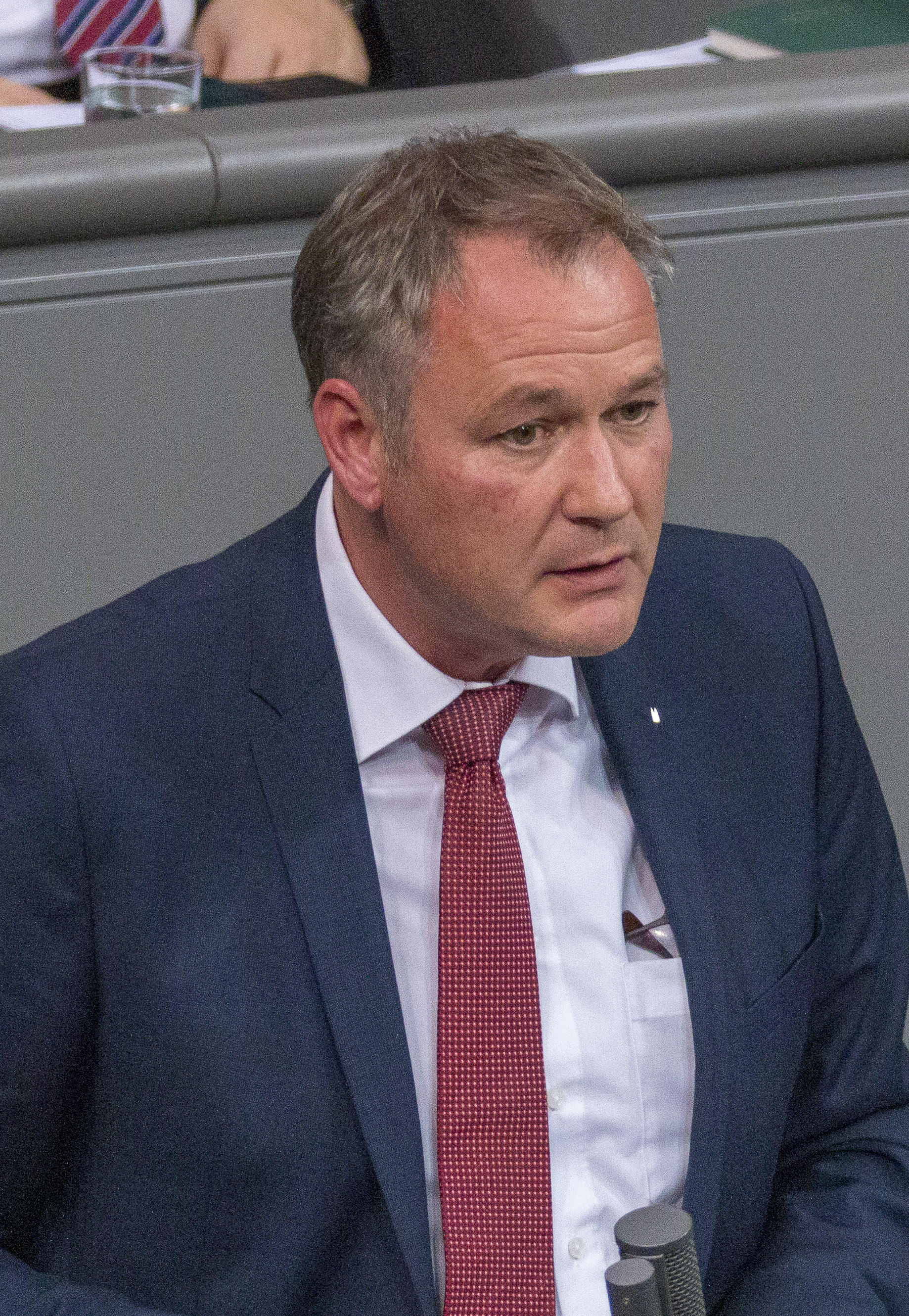
Carsten Brodesser (2020)

Carsten Brodesser (* 5. September 1967 in Lindlar, Oberbergischer Kreis (Nordrhein-Westfalen)) ist ein deutscher Politiker (CDU). Seit 2017 ist er Mitglied des Deutschen Bundestages.

## Ausbildung und Beruf
Carsten Brodesser besuchte das St. Angela Gymnasium der Ursulinen in Wipperfürth und legte dort das Abitur ab. Im Anschluss belegte er an der Universität Köln ein Studium der Volkswirtschaftslehre. Dieses schloss er mit dem Examen zum Diplom-Volkswirt ab. An der Universität Frankfurt am Main schloss er 2011 ein nebenberufliches Studium mit Erlangung der Promotion zum Dr. phil. ab.
1992 bis 1993 war Brodesser Studentischer Mitarbeiter im Marketing eines internationalen Unternehmens der Computerindustrie. Von 1994 bis 1996 war er Consultant bei einem Wirtschaftsberatungsunternehmen, 1997 bis 1999 Vertriebsleiter bei einem Beteiligungsunternehmen (Finanzdienstleistung) im Sparkassensektor. Von 2000 bis 2005 fungierte er als Leiter Marketing & Vertrieb bei einem Beteiligungsunternehmen (Immobilien) im Sparkassensektor. Von 2005 bis 2009 war er Niederlassungsleiter und Geschäftsleitungsmitglied eines Unternehmens der Immobilienwirtschaft und von 2010 bis 2017 Regionaldirektor und Prokurist einer Bausparkasse.

## Politik
Carsten Brodesser war Vorsitzender der Jungen Union in Lindlar, von 1993 bis 1996 Kreisvorsitzender der Jungen Union Oberberg und Erster stellvertretender Vorsitzender der Jungen Union im Bergischen Land. Als Schatzmeister zugleich Mitglied im geschäftsführenden Kreisvorstand der CDU Oberberg war er von 1995 bis 2015 tätig. Seit November 2015 ist er Kreisvorsitzender der oberbergischen CDU.
Im November 2016 nominierten die Delegierten der CDU Oberberg ihn zu ihrem Bundestagskandidaten. Besonders interessiert sich Brodesser für Themen der Finanz- und Wirtschaftspolitik sowie Fragen der wirtschaftlichen Zusammenarbeit und Entwicklung. Bei der Bundestagswahl 2017 am 24. September 2017 erhielt er im Wahlkreis 099 Oberbergischer Kreis 43,7 % der Stimmen und war damit für den 19. Bundestag direkt gewählt. Seitdem ist Brodesser im Bundestag ordentliches Mitglied im Finanzausschuss und vertritt seine Partei als stellvertretendes Mitglied im Petitionsausschuss sowie im Ausschuss für Menschenrechte und humanitäre Hilfe.

## Persönliches
Carsten Brodesser ist römisch-katholischer Konfession, verheiratet und hat drei Kinder. Er wohnt in Lindlar.